# Pavimentazione stradale
La pavimentazione stradale, o sovrastruttura stradale, è una struttura poggiante su rilevato, collocata in trincea, o posta sul terreno in sito, costituita da strati ciascuno di materiale e spessore diversi e messa in opera con differenti tecnologie.

## Funzioni
Le funzioni a cui assolve sono:
1. sopportare i carichi di traffico senza rotture od altre alterazioni pericolose del piano viabile;
2. assicurare al deflusso veicolare una superficie di idonee caratteristiche di regolarità e di aderenza per il comfort e la sicurezza della circolazione, nel rispetto dell'ambiente;
3. salvaguardare gli strati della pavimentazione stessa ed il terreno sottostante (sottofondo) dalle azioni atmosferiche (dal gelo in particolare).

## Composizione di una pavimentazione
La composizione in vari strati assicura la trasmissione dei carichi dinamici transitanti dalla superficie della strada al terreno naturale con il minimo di deformabilità e di usura della sede stradale.
Gli strati tipo sono:
- la fondazione che ha il compito di diffondere i carichi agenti al terreno naturale sottostante con il minimo di deformabilità. Viene realizzato quando lo strato di sottofondo non garantisce idonee capacità portanti. Può essere realizzato in diverse maniere: misto granulare con o senza presenza di cemento (misto cementato);
- lo strato di base viene realizzato impiegando gli stessi materiali usati per lo strato di fondazione, e anzi può sostituirlo quando lo strato di sottofondo del terreno possiede buone capacità portanti. Nelle pavimentazioni bituminose può essere costituito da un conglomerato bituminoso a struttura aperta e in quelle rigide in misto cementato. È lo strato di supporto della pavimentazione e ha il compito di assorbire la maggior parte delle azioni flessionali indotte dal traffico stradale;
- il manto che ha il compito di protezione del corpo stradale dall'usura e di protezione dalle infiltrazioni di acque meteoriche.

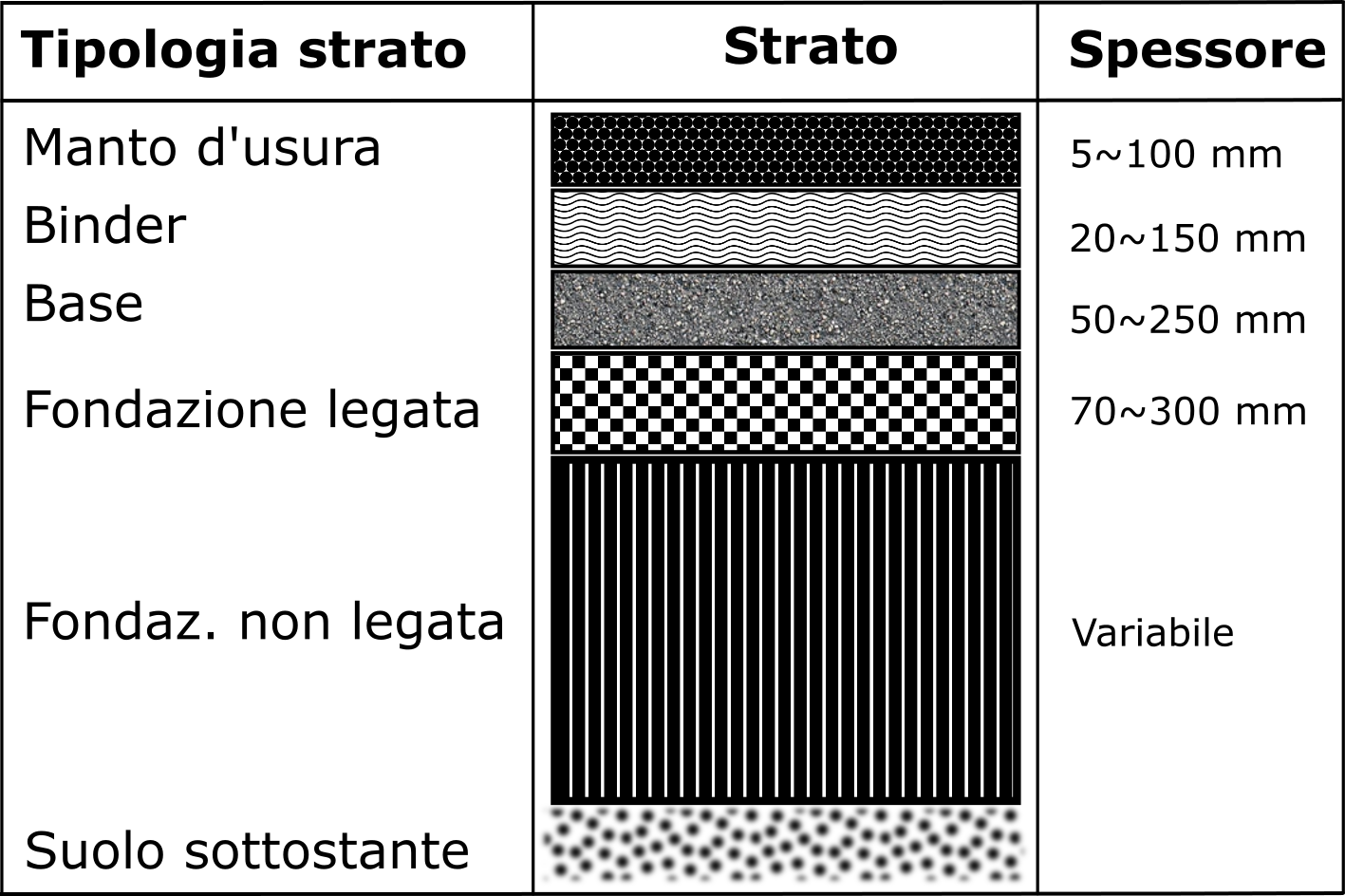
Generica struttura di una strada di tipo "flessibile"

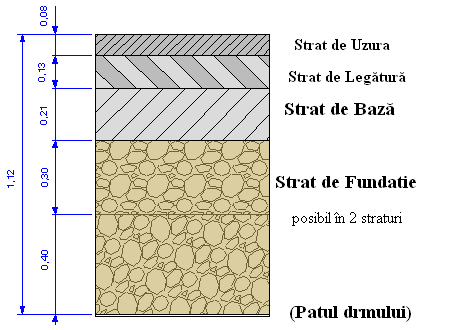
Ulteriore esempio strutturale di strada "flessibile":
- Strat de Uzura = Manto d'usura- Strat de Legatura = Binder- Strat de Baza = Strato di base- Strat de Fundatie = Fondazione (eventualmente in due parti: legata e non legata)- Patul drmului = Suolo sottostante

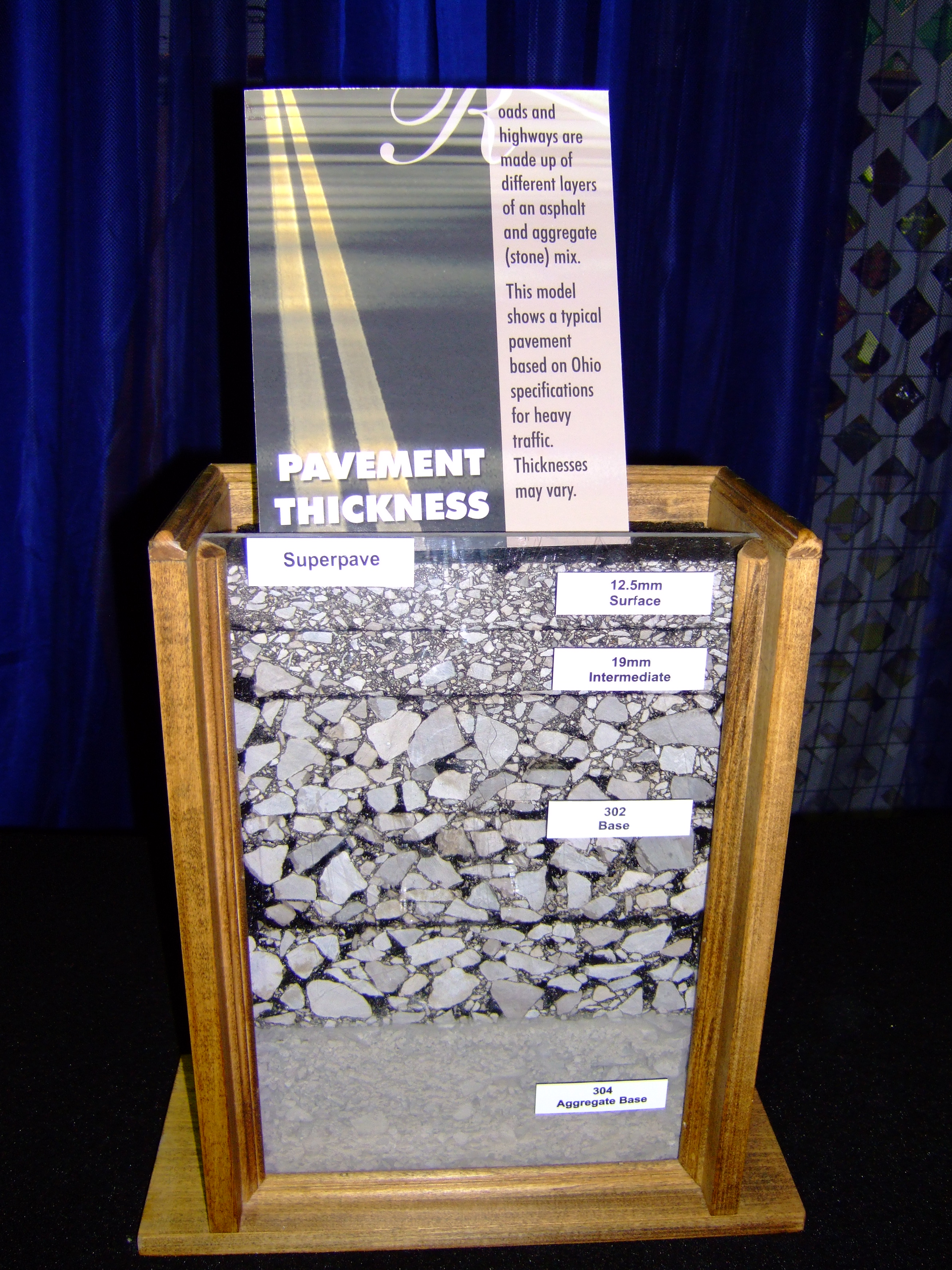
Stratificazione dei materiali utilizzati nella costruzione di una moderna autostrada

- Strat de Uzura = Manto d'usura
- Strat de Legatura = Binder
- Strat de Baza = Strato di base
- Strat de Fundatie = Fondazione (eventualmente in due parti: legata e non legata)
- Patul drmului = Suolo sottostante

## Tipologie
Le pavimentazioni possono essere: 
- Flessibili
- Semi-rigide
- Rigide
- Ad elementi

Esempi di pavimentazioni rigide sono quelle in calcestruzzo mentre esempi di pavimentazioni flessibili sono quelle in conglomerato bituminoso, o quelle in macadam, in disuso dal secolo scorso.
Le pavimentazioni flessibili sono prive di rigidezza flessionale e sotto carico hanno deformazioni anche di alcuni millimetri mentre quelle rigide hanno deformazioni quasi trascurabili.